# قرار مجلس الأمن التابع للأمم المتحدة رقم 535
قرار مجلس الأمن التابع للأمم المتحدة رقم 535، الذي تم تبنيه بالإجماع في 29 يونيو 1983، بعد فحص تقرير البعثة إلى ليسوتو بموجب القرار 527 (1982)، أعاد المجلس تأكيد معارضته للفصل العنصري، وأثنى على ليسوتو لتوفيرها ملاذاً للاجئين من جنوب إفريقيا.
وحث المجلس الدول الأعضاء والمنظمات الدولية على تقديم المساعدة إلى ليسوتو، وطالب الأمين العام بإطلاع المجلس بانتظام على الحالة في المنطقة.